# Valencia uralkodóinak listája
Valencia uralkodói szinte teljesen megegyeznek az aragóniai királyokkal, hiszen ők voltak azok, akik létrehozták ezt a címet. Az alábbi tábla Valencia királyait tartalmazza.
| Uralkodó | Hatalmon volt | Megjegyzések |
| --- | ------------- | --- |
| Aragónia és Valencia királyai, Barcelona grófjai, a Barcelona-ház uralma                                                    |               | |
| I. Hódító Jakab | 1213–1276     | Meghódította Valenciát, Mallorcát és Ibizát. |
| I. Nagy Péter | 1276–1285     | Meghódította Szicíliát, Aragóniában III., Barcelonában II. |
| I. Nagylelkű Alfonz | 1285–1291     | Elfoglalta Menorcát, Aragóniában III., Barcelonában II. |
| II. Igazságos Jakab | 1291–1329     | |
| II. Jó Alfonz | 1327–1336     | IV. Aragóniában és III. Barcelonában. |
| II. Szertartásos Péter | 1336–1387     | Lemondatta Mallorca királyait. |
| I. Vadász János | 1387–1396     | |
| Emberséges Márton | 1396–1410     | Trónörökös nélkül halt meg, a Barcelonai-ház utolsó tagja, akinek halála adott okot a Caspei Egyezmény megkötésére.                                               |
| Aragónia és Valencia királyai, Barcelona grófjai, a Trastámara-ház uralma                                                   |               | |
| I. Ferdinánd | 1412–1416     | Teljes nevén: Fernando d’Antequera. |
| III. Alfonz | 1416–1458     | Meghódította Nápolyt. |
| II. János | 1458–1479     | A királyi címet megvonták tőle az 1462–1472 között zajló háború alatt.                                                                                            |
| II. Katolikus Ferdinánd | 1479–1516     | Feleségül vette I. Izabellát, kasztíliai királynőt. Spanyolországban V., Nápolyban III.                                                                           |
| Aragónia, Kasztília és Valencia királyai, Barcelona grófjai, a Habsburg-ház uralma                                          |               | |
| I. Károly | 1516–1556     | V. Károly a német-római császárok listáján. |
| I. Fülöp | 1556–1598     | I. Fülöp Portugáliában. |
| II. Fülöp | 1598–1621     | II. Fülöp Portugáliában. |
| III. Fülöp | 1621–1665     | 1649-ben Portugália elszakadt a koronától. |
| II. Babonás Károly | 1665–1700     | Utód nélkül halt meg. |
| Aragónia, Kasztília és Valencia királyai, Barcelona grófjai a spanyol örökösödési háború alatt                              |               | |
| IV. Bourbon Fülöp | 1700–1705     | A Bourbon-ház tagja. |
| III. Habsburg Károly | 1705–1714     | VI. Károly néven német-római császár: Habsburg-házi uralkodó, csak önmagát nevezte III. Károlynak. Nem tévesztendő össze a későbbi III. Károly spanyol királlyal! |
| Aragónia-Katalónia (ezzel Valencia is) 1714-ben Spanyolország része lett. Ettől kezdve nincsenek külön valenciai uralkodók. |               | |

| Az Ibériai-félsziget keresztény uralkodóinak táblája a Reconquista idejétől napjainkig |                              |                              |                              |                              |               |                              |                              |                              |                              |
| Portugália                                                                             | Spanyolország                | Spanyolország                | Spanyolország                | Spanyolország                | Spanyolország | Spanyolország                | Spanyolország                | Spanyolország                | Spanyolország                |
| Portugália                                                                             | A Kasztíliai Korona országai | A Kasztíliai Korona országai | A Kasztíliai Korona országai | A Kasztíliai Korona országai | Navarra       | Az Aragóniai Korona országai | Az Aragóniai Korona országai | Az Aragóniai Korona országai | Az Aragóniai Korona országai |
| Portugália                                                                             | Galicia                      | Asztúria                     | León                         | Kasztília                    | Navarra       | Aragónia                     | Barcelona                    | Valencia                     | Mallorca                     |